# سید احمد سیادتی
سید احمد سیادتی(زاده ۱۳۱۳ سبزوار - درگذشته ۲۸ دی ۱۳۸۷ تگزاس) دوران تحصیلات ابتدایی خود را در سبزوار و دبیرستان را در مشهد به پایان رساند. وی در سال ۱۳۳۲ در کنکور دانشگاه تهران رتبه پنجم را کسب کرد و به تحصیل علم پزشکی پرداخت و پس از شش سال با رتبه اول موفق به اخذ درجه دکترا گردید. دکتر سیادتی که از دانشجویان محمد قریب بود، شیفته اخلاق و تقوا و شخصیت محمد قریب شد و همین مسئله او را به رشتهٔ اطفال علاقه‌مند ساخت و در نتیجه به این رشته روی آورد. او در محضر محمد قریب هم علم و هم اخلاق پزشکی را آموخت و در سال ۱۳۴۱ متخصص اطفال شد.
احمد سیادتی به دنبال یک سال تحمل رنج بیماری سرطان پانکراس، در ۲۸ دی ۱۳۸۷ در سن ۷۴ سالگی در بیمارستانی در دالاس ایالات متحده درگذشت.

## کتاب شناسی
- افسردگی والدین-اضطراب و کیفیت خواب کودکان مبتلا به آسم؛احمد سیادتی، حمیده جهانگیری، علیرضا نوروزی. انتشارات Lap Lambert، آلمان[۱]

- Parental Depression-Anxiety and Sleep Quality of Asthmatic Children (2018), Ahmad Siadati, Hamideh Jahangiri, Alireza Norouzi. Lap Lambert Academic Publishing, Germany,ISBN 978-6139835522.[۱]